# 数珠珊瑚属
数珠珊瑚属（学名：Rivina）也称蕾芬属，是蒜香草科下的一个属，为直立草本植物。该属共有3种，分布于热带美洲。
属名rivina为纪念德国植物学家A. Q. Rivinus（1652-1723）而命名。